# IC 4462
IC 4462 је лентикуларна галаксија у сазвјежђу Волар која се налази на листи објеката дубоког неба у Индекс каталогу.
Деклинација објекта је + 26° 32' 29" а ректасцензија 14h 35m 4,1s. Привидна величина (магнитуда) објекта IC 4462 износи 15,8 а фотографска магнитуда 16,8. IC 4462 је још познат и под ознакама UGC 9384, MCG 5-34-78, CGCG 163-85, ARP 95, VV 303, NPM1G +26.0374, PGC 52123.